# Изоплит
Изопли́т — посёлок городского типа в Конаковском районе Тверской области России.
Вместе с посёлком Озерки образует муниципальное образование городское поселение посёлок Изоплит.
Расположен на Верхневолжской низине, в 44 км к юго-востоку от областного центра, в 6 км от железнодорожной станции Редкино на линии Москва — Санкт-Петербург.

## История
Статус посёлка городского типа — с 1946 года.

## Население
| 1959  | 1970  | 1979  | 1989  | 2002  | 2009  | 2010  | 2012  | 2013  |
| ----- | ----- | ----- | ----- | ----- | ----- | ----- | ----- | ----- |
| 5868  | ↘5782 | ↘5518 | ↘5331 | ↘4441 | ↘1929 | ↘1769 | ↘1743 | ↘1703 |
| 2014  | 2015  | 2016  | 2017  | 2018  | 2019  | 2020  | 2021  |       |
| ↘1668 | ↘1644 | ↘1629 | ↘1627 | ↗1647 | ↘1636 | ↘1588 | ↘1197 |       |

## Экономика
Градообразующим предприятием посёлка являлся комбинат «Изоплит» (производство теплоизоляционных материалов), стагнировавший в начале XXI века. В 2013 году на его базе финской компанией Paroc построен современный завод теплоизоляционных материалов.